# Farfallino

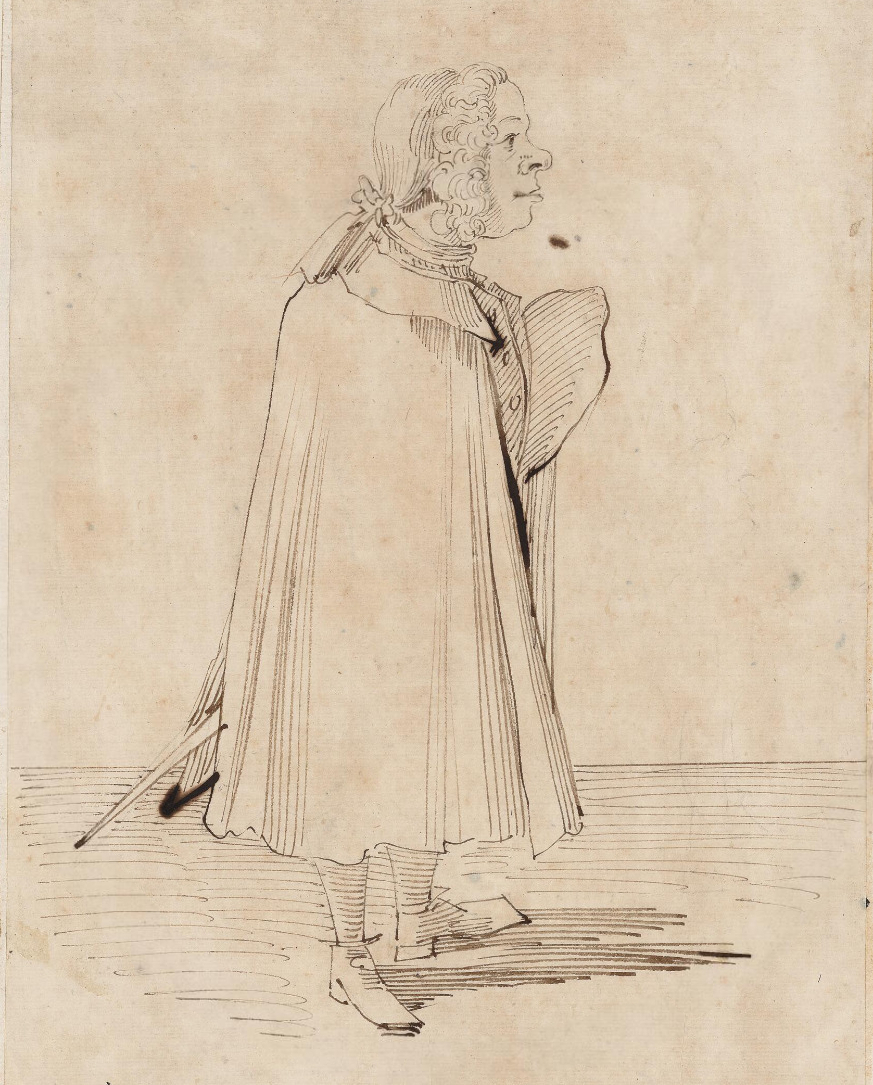
„Farfallino Perugino, bravissimo soprano, der in der Oper des Roten Priesters am Teatro di Aliberti im Jahr 1723 sang...“, Karikatur von Pier Leone Ghezzi (Rom 1728, heute: Biblioteca Vaticana)

Giacinto Fontana (3. Februar 1692 in Perugia – 11. Juni 1739) war ein italienischer Opernsänger (Sopran-Kastrat) des Spätbarock. Er war bekannt unter dem Spitz- bzw. Künstlernamen Farfallino (kleiner Schmetterling), der sich sowohl auf seine ungewöhnlich zierliche, anmutige Erscheinung, als auch auf gesangliche Qualitäten, wie eine besonders leichte, bewegliche, koloraturfähige Stimme, beziehen könnte.

## Laufbahn
Giacinto Fontana erhielt seine musikalische Ausbildung in seiner Heimatstadt Perugia bei dem Filippiner-Pater Giacomo Bacci und sang mit 18 Jahren in der Kathedrale von Perugia.
1710 trat er mit 17 oder 18 Jahren in Foligno in Caldaras Pastoraloper La costanza in amor vince L’inganno in der Rolle der Silvia auf. Seine weitere Karriere erstreckte sich zwischen 1712 und 1735 fast ausschließlich in Rom, wo er zeitweise zu den Sängern der päpstlichen Kapelle gehörte. Da aufgrund eines päpstlichen Erlasses Frauen auf der Opernbühne verboten waren, war Farfallino aufgrund seiner besonderen persönlichen Qualitäten prädestiniert für und spezialisiert auf Frauenrollen und war dabei – nicht zuletzt auch musikalisch – so erfolgreich, dass er fast nur die Primadonnenrollen bekam.
Er sang an allen wichtigen römischen Opernhäusern, auch bei der Eröffnung oder Wiedereröffnung der Theater Capranica, Alibert (oder delle Dame), Argentina und Tordinona.
Viele bedeutende Komponisten schrieben Partien für Farfallino, darunter Francesco Gasparini, Alessandro Scarlatti, Giovanni Bononcini, Antonio Vivaldi, Domenico Natale Sarro, Nicola Porpora, Francesco Feo und besonders Leonardo Vinci. Dabei waren unter seinen Rollen ausgesprochen melancholische oder tragische Frauenfiguren, wie A. Scarlattis Griselda (1721) oder die Dido in Vincis Didone abbandonata (1726).
Als Farfallino 1727 die Emira in Porporas Oper Siroe, re di Persia am Teatro delle dame sang, gab ihm die berühmte Sängerin La Romanina (Marianna Benti Bulgarelli) – eine Freundin des Librettisten Metastasio, die für ihre schauspielerischen Qualitäten berühmt war – Tipps für seine Interpretation (möglicherweise auch schon ein Jahr zuvor für Vincis Didone abbandonata). Metastasio selber schätzte Giacinto Fontanas Kunst sehr, und bezeichnete ihn in einem Brief an die Romanina als „unvergleichlich“:

„… Da tutte le parti sono assicurato dalla premura ed esatezza de’ rappresentanti; rendetene , vi priego, loro grazie a mio nome, e particolarmente agl’ incomparabili Scalzi e Fontana, che riverisco ed abbraccio.“

„...Von allen Seiten versichert man mir die Sorgfalt und Genauigkeit der Ausführenden; richtet ihnen, bitte, Eure Komplimente in meinem Namen aus, und besonders an die unvergleichlichen Scalzi und Fontana, denen ich mich empfehle und die ich umarme.“

Abgesehen von seiner grazilen und femininen Bühnen-Persona wusste sich der Sänger durchaus gegen Angriffe zu wehren: so wird berichtet, dass es während einer Aufführung von Vincis Didone abbandonata (1726), hinter der Bühne zu einem Duell zwischen ihm und einem anderen Musiker kam.
Farfallinos Aussehen ist nicht wirklich bekannt, es existiert nur eine Karikatur von Pier Leone Ghezzi, die zwar ein liebenswert-sympathisches Wesen einfängt, aber aufgrund der typisch bizarr übertriebenen Gesichtszüge in dieser Kunstgattung keinen realistischen Eindruck gestattet. Ghezzi bezeichnete den Sänger im Begleittext zu dieser Zeichnung als „bravissimo soprano“ („hervorragender Sopran“).

## Repertoire (Auswahl)
Es folgt eine Auswahl von Opernpartien, die ausdrücklich für Giacinto Fontana gen. Farfallino komponiert wurden; eine ausführlichere Liste seines Opern-Repertoires findet man auf Corago.
- Silvia in La costanza in amor vince L’inganno von Antonio Caldara, 1710 in Foligno[13]
- Despina in Ataulfo, re de’ Goti, ovvero la Forza della virtù von Giuseppe Maria Orlandini; Karneval 1712 in Rom, Teatro Capranica[14]
- Elenia in Il Pirro von Francesco Gasparini; UA am 23. Januar 1717 in Rom, Teatro Capranica[15]
- Ermione in Astianatte von Francesco Gasparini; Karneval 1718–19 in Rom, Teatro Alibert[16]
- Lucilla in Lucio Vero von Francesco Gasparini; UA im Januar 1719 in Rom, Teatro Alibert[17]
- Olimpia in Crispo von Giovanni Bononcini; UA am 28. Januar 1721 in Rom, Teatro Capranica; u. a. mit Antonio Bernacchi als Crispo und dem jungen Giovanni Carestini als Fausta[18]
- Titelrolle in Griselda von Alessandro Scarlatti; Karneval 1721 in Rom, Teatro Capranica[19]
- Semiramide in Nino von Giuseppe Maria Orlandini; UA am 7. Januar 1722 in Rom, Teatro Capranica[20]
- Ersinda in Arminio (revid. Fassung) von Alessandro Scarlatti; UA im Februar 1722 in Rom, Teatro Capranica[21]
- Ippolita in Ercole sul Termodonte von Antonio Vivaldi; UA am 23. Januar 1723 in Rom, Teatro Capranica[22]
- Arianna in Giustino von Antonio Vivaldi; Karneval 1723–24 in Rom, Teatro Capranica[23]
- Titelrolle in der favola pastorale La Tigrena von Francesco Gasparini; UA am 2. Januar 1724 in Rom, Palazzo Cesarini ... De Mello de Castro; u. a. mit Carlo Broschi gen. Farinelli als Titiro ![24]
- Dido in Didone abbandonata von Leonardo Vinci; 1726 in Rom, Teatro delle Dame[25]
- Gerilda in Il Valdemaro von Domenico Natale Sarro; UA am 6. Februar 1726 in Rom, Teatro delle Dame; u. a. mit dem jungen Caffarelli als Alvida (Nebenrolle)[26]
- Emira in Siroe, re di Persia von Nicola Porpora; UA am 11. Februar 1727 in Rom, Teatro delle Dame[27][9]
- Cunegonda in Gismondo, re di Polonia von Leonardo Vinci, UA am 11. Januar 1727 in Rom, Teatro delle Dame[28]
- Titelrolle in Ipermestra von Francesco Feo; UA am 28. Dezember 1727 in Rom, Teatro delle Dame; u. a. mit Giovanni Carestini als Linceo[29]
- Marzia in Catone in Utica von Leonardo Vinci; UA am 19. Januar 1728 in Rom, Teatro delle Dame; u. a. mit Giovanni Carestini als Cesare[30]
- Semiramide in Semiramide riconosciuta von Leonardo Vinci; UA am 6. Februar 1729 in Rom, Teatro delle Dame[31]
- Cleofide in Alessandro nell’Indie von Leonardo Vinci; UA am 2. Januar 1730 in Rom, Teatro delle Dame; u. a. mit Giovanni Carestini als Poro[32]
- Mandane in Artaserse von Leonardo Vinci; UA am 4. Februar 1730 in Rom, Teatro delle Dame; u. a. mit Giovanni Carestini als Arbace[33]
- Titelpartie in Berenice von Domenico Natale Sarro; UA am 13. Januar 1732 in Rom, Teatro Argentina; u. a. mit dem Tenor Annibale Pio Fabbri als Artaserse[34]
- Eurene in Rosbale von Geminiano Giacomelli; UA am 10. Februar 1732 in Rom, Teatro Argentina; u. a. mit Annibale Pio Fabbri als Sirbace[35]
- Oronta in Nerone von Egidio Romualdo Duni; UA am 21. Mai 1735 in Rom, Teatro Tordinona; u. a. mit Caffarelli als Nerone[36]

## CD-Einspielungen
Von einigen Opern liegen Gesamtaufnahmen vor (siehe unten), durch die man einen gewissen Eindruck von Farfallinos stimmlichen und interpretativen Möglichkeiten gewinnen kann, auch wenn die Besetzung seiner Rollen mit so völlig verschiedenen Sopranen wie Dorothea Röschmann und Dominique Labelle, der Mezzosopranistin Joyce DiDonato oder dem Countertenor Max Emanuel Cenčić ein sehr uneinheitliches Bild abgeben. Es werden nur die Sänger von Farfallinos Partien genannt.
- Alessandro Scarlatti: Griselda, mit Dorothea Röschmann (als Griselda) u. a., Akademie für Alte Musik Berlin, René Jacobs, erschienen bei harmonia mundi, 2003
- Antonio Vivaldi: Il Giustino, mit Dominique Labelle (als Arianna) u. a., Il complesso barocco, Alan Curtis, erschienen bei Virgin classics, 2002
- Antonio Vivaldi: Ercole sul Termodonte, mit Joyce DiDonato (als Ippolita) u. a., Europa galante, Fabio Biondi, erschienen bei Erato 2010
- Leonardo Vinci: Artaserse, Max Emanuel Cenčić (als Mandane) u. a., Concerto Köln, Diego Fasolis, erschienen bei EMI, 2012

## Einzelanmerkungen
1. ↑  deutsch: „Farfallino aus Perugia, hervorragender Sopran...“
2. ↑  il prete rosso war der Spitzname von Antonio Vivaldi
3. ↑  Übersetzung der Originalbeschriftung von Ghezzi, hier nach: Kurt Sven Markström: The Operas of Leonardo Vinci, Napoletano, Pendragon Press, 2007, S. 136–140, hier: 139 (Auszüge online als „Google-Book“, gesehen am 19. Oktober 2019)
4. 1 2 3 4 5  Brumana Biancamaria: Il cantante Giacinto Fontana detto Farfallino e la sua carriera nei teatri di Roma. In: Università degli Studi Roma Tre - CROMA (Hrsg.): Roma Moderna E Contemporanea – Il melodramma a Roma tra Sei e Settecento. Nr. 1, 1996, ISSN 1122-0244, S. 75–112 (italienisch, Auszug [abgerufen am 26. Oktober 2019]).
5. ↑  Dies war bei einem erwachsenen Kastraten eher ungewöhnlich, weil durch die fehlenden Geschlechtshormone nicht selten ein eunuchoider Hochwuchs entstand; die Betroffenen wurden dann ungewöhnlich groß und auffällig. Auch Fettleibigkeit war bei erwachsenen Kastraten ziemlich verbreitet.
6. ↑  Juliane Riepe: Sänger in der Kirche, Zur Praxis in italienischen Musikzentren des 18. Jahrhunderts,  S. 62. Online auf Academia, S. 62
7. ↑  La costanza in amor vince L’inganno (Antonio Caldara) im Corago-Informationssystem der Universität Bologna.
8. ↑  Juliane Riepe: Sänger in der Kirche, Zur Praxis in italienischen Musikzentren des 18. Jahrhunderts, Online auf Academia,  S. 67.
9. 1 2  Kurt Sven Markstrom: The Operas of Leonardo Vinci, Napoletano, Pendragon Press, 2007, S. 146
10. ↑  Siroe, re di Persia (Nicola Porpora) im Corago-Informationssystem der Universität Bologna.
11. ↑  Es ist bekannt, dass die Kastraten jenseits der Opernbühne oft mit Verachtung, Spott u. ä. konfrontiert waren. Nach anderer Interpretation soll dies jedoch ein Beispiel für ein möglicherweise „gefährliches“ Temperament des Sängers sein, doch sind derart negative Interpretationen angesichts der historischen Realität, in der die Kastraten und besonders ein zierlicher Frauendarsteller wie Farfallino (der vielleicht auch mit „dummer Anmache“ rechnen musste) lebten, mit Vorsicht zu genießen.
12. ↑  Valesio: „Diario di Roma: Libro settimo e libro ottavo“, S. 632; hier nach: Kurt Sven Markström: The Operas of Leonardo Vinci, Napoletano, Pendragon Press, 2007, S. 136–140, hier: 138 (& Fußnote 41) (online als „Google-Book“, gesehen am 19. Oktober 2019)
13. ↑  La costanza in amor vince L’inganno (Antonio Caldara) im Corago-Informationssystem der Universität Bologna.
14. ↑  Ataulfo, re de’ Goti, ovvero la Forza della virtù (Giuseppe Maria Orlandini) im Corago-Informationssystem der Universität Bologna.
15. ↑  Il Pirro (Francesco Gasparini) im Corago-Informationssystem der Universität Bologna.
16. ↑  Astianatte (Francesco Gasparini) im Corago-Informationssystem der Universität Bologna.
17. ↑  Lucio Vero (Francesco Gasparini) im Corago-Informationssystem der Universität Bologna.
18. ↑  Crispo (Giovanni Bononcini) im Corago-Informationssystem der Universität Bologna.
19. ↑  Griselda (Alessandro Scarlatti) im Corago-Informationssystem der Universität Bologna.
20. ↑  Nino (Giuseppe Maria Orlandini) im Corago-Informationssystem der Universität Bologna.
21. ↑  Arminio (Alessandro Scarlatti) im Corago-Informationssystem der Universität Bologna.
22. ↑  Ercole sul Termodonte (Antonio Vivaldi) im Corago-Informationssystem der Universität Bologna.
23. ↑  Giustino (Antonio Vivaldi) im Corago-Informationssystem der Universität Bologna.
24. ↑  La Tigrena (Francesco Gasparini) im Corago-Informationssystem der Universität Bologna.
25. ↑  Kurt Sven Markstrom: The Operas of Leonardo Vinci, Napoletano, Pendragon Press, 2007, S. 136–140, hier: 136
26. ↑  Il Valdemaro (Domenico Natale Sarro) im Corago-Informationssystem der Universität Bologna.
27. ↑  Siroe, Re di Persia (Nicola Porpora) im Corago-Informationssystem der Universität Bologna.
28. ↑  Kurt Sven Markstrom: The Operas of Leonardo Vinci, Napoletano, Pendragon Press, 2007, S. 188–200, hier: 189
29. ↑  Ipermestra (Francesco Feo) im Corago-Informationssystem der Universität Bologna.
30. ↑  Catone in Utica (Leonardo Vinci) im Corago-Informationssystem der Universität Bologna.
31. ↑  Semiramide riconosciuta (Leonardo Vinci) im Corago-Informationssystem der Universität Bologna.
32. ↑  Alessandro nell’Indie (Leonardo Vinci) im Corago-Informationssystem der Universität Bologna.
33. ↑  Artaserse (Leonardo Vinci) im Corago-Informationssystem der Universität Bologna.
34. ↑  Berenice (Domenico Natale Sarro) im Corago-Informationssystem der Universität Bologna.
35. ↑  Rosbale (Geminiano Giacomelli) im Corago-Informationssystem der Universität Bologna.
36. ↑  Nerone (Egidio Romualdo Duni) im Corago-Informationssystem der Universität Bologna.

| Personendaten    | Personendaten                                              |
| ---------------- | ---------------------------------------------------------- |
| NAME             | Farfallino                                                 |
| ALTERNATIVNAMEN  | Fontana, Giacinto                                          |
| KURZBESCHREIBUNG | italienischer Opernsänger, Soprankastrat, Frauendarsteller |
| GEBURTSDATUM     | 3. Februar 1692                                            |
| GEBURTSORT       | Perugia                                                    |
| STERBEDATUM      | 11. Juni 1739                                              |